# Лучай
Лучай (бел. Лучай) — деревня в составе Новосёлковского сельсовета Поставского района Витебской области Белоруссии.

## География
Деревня расположена в 7 км к юго-западу от Воропаево и в 18 километрах к юго-востоку от Постав. Стоит на северном берегу озера Лучай. Через деревню проходит автодорога Поставы — Дуниловичи.

## Великое княжество Литовское

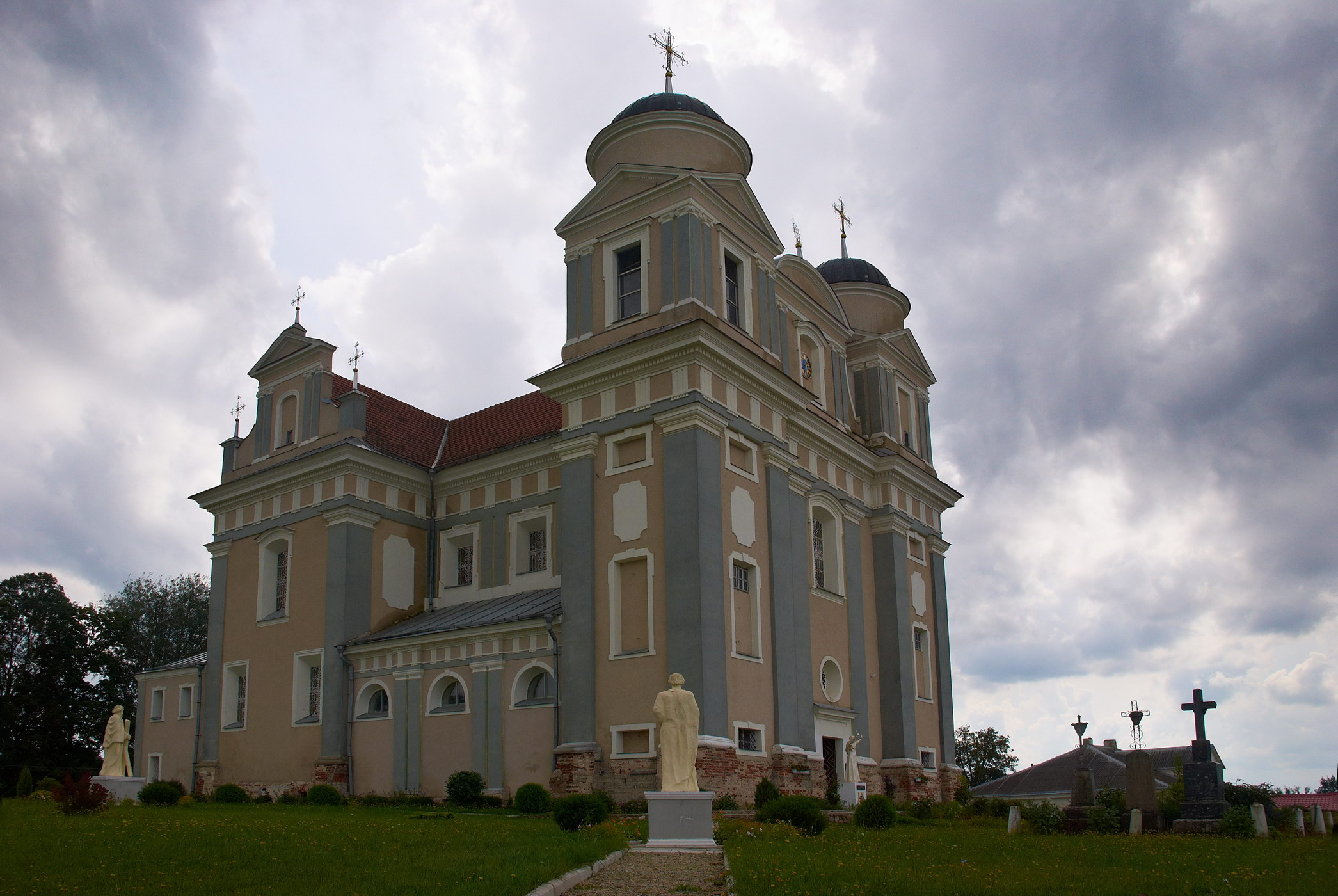
Католическая церковь в Лучае

В 1542 году Лучай впервые упоминается в письменных источниках в качестве вотчины Заберезинских. В 1542 году староста Жмудский Станислав Заберезинский, у которого была единственная дочь Анна, передал Лучай в аренду тиуну и виленскому городничему Войтеху Юндилову. После смерти Заберезинского, король Сигизмунд I назначил опекуном осиротелой Анны Станислава Кезгайлу. Впоследствии Кезгайло передал опеку над Анной Виленскому воеводе Яну Глебовичу, у которого жена была родственницей Заберезинских. Виленский воевода Ян Юрьевич Глебович выкупил Лучай, что был в залоге у Юндила, и стал его полноправным владельцем.
В 1550 году Елизавета Глебович, дочь Яна Глебовича, вышла замуж за биржанского тиуна Мельхиора Шемета и принесла ему Лучай в качестве приданного.
После административно-территориальной реформы 1565—1566 годов, поселение вошло в состав Ошмянского повета Виленского воеводства.

## Речь Посполитая
В конце XVI века Лучай получил статус местечка. Входил в состав Ошмянского повета Виленского воеводства.
В 1616 году канцлер ВКЛ Лев Сапега выдал расписку Гальшке Шемет (урожденной Ходкевичевой), вдове каштеляна Смоленского Вацлава Шемета, в получении от неё « 4000 коп грошей каковую сумму Шемет бы взяли подъ залогъ своихъ имъній Маньковичъ и Лучая у Димитры Стравинской (урожд. Копоть), матери Софіи Стравинской, супруги Григорія Сапъги».
В 1617 году Юрий (Ежи) Шемет, внук Мельхиора Шемета и Елизаветы из Глебовичей, продал имение ксендзу Андрею Яновичу — Рудомину.
В 1731 году Екатерина из Халецких, вдова Петра Рудомины (во втором браке — Воловичева, в третьем браке — Пац) продала Лучай за 90 тысяч злотых графине Эльжбете Огинской (? — 1767), жене литовского хорунжего надворного князя Антония Пузыни.
В 1755 Эльжбета Огинская подарила Лучай своему родному брату Тадеушу Огинскому.
В 1766 году Эльжбета Пузыня передала в Лучае дом для миссии иезуитов, действовавшей при Лучайском костеле. Также графиня передала иезуитской миссии 160 000 злотых и выделила два земельных участка для строительства нового дома и костела в честь святого апостола Фаддея. Генерал Ордена иезуитов Лоренцо Риччи приказал всем своим монахам воспевать в специальных молитвах щедрость попечительницы.

В 1774 году упоминается в метриках Лучайского костела название Новый Лучай:
«Новый Лучай. 1 февраля 1774 года ксендз Фаддей Гринкевич окрестил девочку по имени Кунигунда, дочь Павла и Анны Мацур. Крестные: М. Д. Матей Почебут и М. Д. Хелена Новицкая».
В 1786 году Огинские продали имение Лучай семье графа Ваньковича, герба Лис.

## Российская империя
В результате второго раздела Речи Посполитой (1793), Лучай оказался в составе Российской империи.
Местечко Лучай стало волостным центром Вилейского уезда Минской губернии.
Около 1820 года Климентина Ванькович, дочь Минского маршалка Антония Ваньковича и Анны из Солтанов, вышла замуж за Эдуарда Мостовского, владельца имения Церклишки Свенцянского уезда, и передала мужу имение Лучай в качестве приданного. Из четырёх сыновей Эдуарда и Клементины Мостовских, двое умерли в раннем возрасте. Владения семьи Мостовских были разделены между двумя другими сыновьями следующим образом: младшему сыну Владиславу досталось имение Церклишки. Старшему сыну Богдану Мостовскому, который был женат на Софье Хоминской, достались имения Лучай и Скворцово.
В 1842 года Вилейский уезд вошел в состав Виленской губернии.
В 1858 году в Лучае произошел первый крестьянский бунт (Лучайский бунт).
В 1861 году имение Лучай насчитывало  1325 крепостных душ мужского пола (в том числе 17 дворовых) и 224 двора, в том числе 173 издельных и 51 оброчных. Всего удобной земли в имении было 4480 десятин (по 3,33 десятины на душу). Величина денежного оброка со двора была от 25 рублей до 40 рублей. Натуральные повинности выполнялись с каждого двора следующие: по ½ гуся, по 1 курице, 20 яиц и 1-й четверти золы. Пригона отбывалось 156 дней со двора для крепостных душ мужского пола и 104 дня для душ женского пола. Сгона было по 3 дня с рабочих душ мужского и женского пола, по 12 с двора.
В 1873 году Лучайское сельское общество насчитывало 533 крестьян собственников и входило в состав 1-го мирового участка Вилейского уезда Виленской губернии.
В 1886 году — волостное правление, богадельня, постоялый двор.
В 1893 году Эдвард Мостовский продал фольварок Лучай за 366 000 рублей серебром Юрию Зендрови. Через несколько месяцев Юрий Зендрови перепродал фольварок ксендзу Кантакузену — Сперанскому.
В начале ХХ столетия местечко Лучай было волостным центром. Волость состояла из 4 сельских обществ: Лучайского, Алёшинского, Скворцовского и Стародворского. Из 88 населенных пунктов Лучайской волости насчитывалось 5 фольварков, 44 застенка, 5 однодворцев.
В 1905 году имение Лучай (35 жителей) принадлежало барону Клейгельсу. В селе Лучай насчитывалось 46 жителей. В местечке работало волостное правление, народное училище, лавка № 144. С именем барона Николая Васильевича Клейгельса связано событие, получившее впоследствии название второй Лучайский бунт.

## Польская Республика
Согласно Рижскому мирному договору (1921) Лучай оказался в составе межвоенной Польской Республики, где стал центром гмины Поставского повета Виленского воеводства.
При Польше в местечке действовала Лучайская сельскохозяйственная школа.
В Национальном историческом архиве Беларуси хранятся метрические книги Лучайской старообрядческой церкви за 1923 - 1938 гг. 
В Центральном государственном архиве Литвы хранится план на польском языке местечка Лучай[11], план имения Лучай и план ремонта здания Лучайского староства. 

## БССР
В 1939 году Лучай вошел в БССР.
С 1940 года — центр сельсовета в Поставском районе.
С 25.11.1940 — в составе Дуниловичского района.
По состоянию на 1947 год в деревне было 47 хозяйств.
27 марта 1959 Лучайский сельсовет расформировали, само поселение вошло в состав Дуниловичского сельсовета.
В 1971 году — в составе Воропаевского сельсовета, центр колхоза «Гигант».
В 1972 году в Лучае был 51 двор, 158 жителей. Действовала 8-летняя школа, клуб, библиотека, фельдшерско-акушерский пункт, отделение связи, магазин.
В 2001 году деревня насчитывала 93 двора, 280 жителей. Работали школа, клуб, библиотека, фельдшерско-акушерский пункт, почта, магазин.
Лучай посещали многие известные люди: Светлана Алексиевич, Алесь Рязанов, Эрнест Ялугин.

## Достопримечательности
- Католическая церковь Святого Фаддея, 1766—1776 гг.
- Плебания, XIX в.
- Обелиск в память 39 земляков, погибших в годы Второй мировой войны.
- Лучайская вежа
- Лучайская усадьба

### Утраченное
- Дворцово-парковый комплекс Мостовских (XIX в.)